# Cohors II Claudia
Die Cohors II Claudia (oder Claudiana) (deutsch 2. Kohorte die Claudische) war eine römische Auxiliareinheit. Sie ist durch Militärdiplome und Inschriften belegt.

## Namensbestandteile
- Claudia oder Claudiana: die Claudische. In einer Inschrift (IGR IV 642) und in einem Papyrus kommt die Variante Claudiana vor. Daher war möglicherweise einer der ersten Kommandeure der Einheit ein ansonsten unbekannter Claudius, nach dem die Kohorte benannt wurde.[1]

Da es keine Hinweise auf die Namenszusätze milliaria (1000 Mann) und equitata (teilberitten) gibt, ist davon auszugehen, dass es sich um eine reine Infanterie-Kohorte, eine Cohors (quingenaria) peditata, handelt. Die Sollstärke der Einheit lag bei 480 Mann, bestehend aus 6 Centurien mit jeweils 80 Mann.

## Geschichte
Die Kohorte war in den Provinzen Galatia et Cappadocia und Cappadocia stationiert. Sie ist auf Militärdiplomen für die Jahre 99 bis 101 n. Chr. aufgeführt.
Die Anfänge der Einheit und ihre frühe Geschichte sind unbekannt; möglicherweise wurde sie zusammen mit der Cohors I Claudia aufgestellt. Der erste Nachweis der Einheit in der Provinz Galatia et Cappadocia beruht auf einem Militärdiplom, das auf 99 n. Chr. datiert ist. In dem Diplom wird die Kohorte als Teil der Truppen (siehe Römische Streitkräfte in Cappadocia) aufgeführt, die in der Provinz stationiert waren. Ein weiteres Diplom, das auf 101 datiert ist, belegt die Einheit in derselben Provinz. Die Kohorte war nicht unter den Einheiten, die Arrian für seinen Feldzug gegen die Alanen (Ἔκταξις κατὰ Ἀλάνοον) um 135 mobilisierte.
Der letzte Nachweis der Kohorte beruht auf einem Papyrus, der auf 268/270 datiert wird.

## Standorte
Standorte der Kohorte in Cappadocia waren möglicherweise:
- Apsaros (Gonio): Ein Papyrus deutet auf die Anwesenheit der Kohorte in Apsaros hin. Darüber hinaus wurden hier Ziegel mit dem Stempel COH II (AE 2002, 01489aa, AE 2002, 01489ab) gefunden.[1]
- Temenothyrae: Eine der beiden Inschriften zu Ehren von L. Egnatius Quartus wurde hier gefunden.[4]

## Angehörige der Kohorte
Ein Kommandeur der Kohorte, Lucius Egnatius Quartus, ein Präfekt, ist durch zwei Inschriften in griechischer Sprache bekannt. Er hatte auch ein außerordentliches Kommando (entsprechend einem Praepositus) über die Ala I Augusta Gemina Colonorum inne und war Präfekt einer Ala Augusta.